# Minnetonka
Minnetonka é uma cidade localizada no estado americano do Minnesota, no Condado de Hennepin.

## Demografia
Segundo o censo americano de 2000, a sua população era de 51.301 habitantes.
Em 2006, foi estimada uma população de 49.928, um decréscimo de 1373 (-2.7%).

## Geografia
De acordo com o United States Census Bureau tem uma área de 73,1 km², dos quais 70,3 km² cobertos por terra e 2,8 km² cobertos por água.

## Localidades na vizinhança
O diagrama seguinte representa as localidades num raio de 8 km ao redor de Minnetonka.